# Двинский, Борис Александрович
Бори́с Алекса́ндрович Дви́нский (21 апреля (3 мая) 1894, Вологда, Российская империя — 7 июня 1973, Москва, РСФСР) — советский государственный деятель, народный комиссар, министр заготовок СССР (1944—1950). Входил в состав особой тройки НКВД СССР.

## Биография
Родился в семье судейского чиновника. В 1917 г. окончил историко-филологический факультет Московского университета.
С 1917 г. работал учителем в г. Талдом Московской губернии.
В 1920—1921 гг. — ответственный политсекретарь Талдомского укома РКП(б).
В 1921—1922 гг. — заведующий орготделом Тверского губкома РКП(б).
В 1922—1924 гг. — ответственный редактор газеты «Тверская правда».
С 1924 г. — заведующий орготделом Тверского губкома РКП(б).
С 1925 г. — в ЦК ВКП(б):
- в 1925—1928 гг. — заведующий подотделом местной информации;
- в 1928—1930 гг. — помощник секретаря ЦК ВКП(б) И. В. Сталина;
- в 1930—1934 гг. — заместитель заведующего секретным отделом;
- 26 января—10 февраля 1934 года делегат XVII съезда ВКП(б) с совещательным голосом[1].
- в 1934—1937 гг. — заместитель заведующего особым сектором ЦК ВКП(б).

В 1937—1938 гг. — второй, а в 1938—1944 гг. — первый секретарь Ростовского обкома ВКП(б). Этот период отмечен вхождением в состав особой тройки, созданной по приказу НКВД СССР от 30.07.1937 № 00447 и активным участием в сталинских репрессиях.
В 1944—1950 гг. — народный комиссар (с марта 1946 года министр) заготовок СССР.
В 1950—1951 гг. — заместитель председателя Бюро Совета Министров СССР по сельскому хозяйству.
В 1951—1952 гг. — помощник заместителя председателя Совета Министров СССР Г. М. Маленкова по вопросам заготовок сельскохозяйственных продуктов.
В 1952—1954 гг. — заместитель заведующего отделом ЦК КПСС.
Член РКП(б) с 1920 г. Член ЦК ВКП(б) в 1939—1952 гг. (кандидат в члены ЦК КПСС в 1952—1956 гг.). Член Комиссии партийного контроля при ЦК ВКП(б) в 1934—1939 гг. Депутат Верховного Совета СССР 1-2 созывов.
С мая 1954 г. персональный пенсионер союзного значения. Умер в Москве 7 июня 1973 года. Похоронен на Новодевичьем кладбище.

## Награды и звания
Награждён орденами Ленина, Отечественной войны 1-й степени, Трудового Красного Знамени.